# Valentin Müller (Archäologe)
Valentin Müller (* 23. September 1889 in Berlin; † 17. Oktober 1945 in Bryn Mawr, Pennsylvania) war ein deutscher Klassischer Archäologe.

## Leben
Kurt Richard Valentin Müller wurde 1889 als Sohn des Kaufmanns Heinrich Carl Müller und seiner Frau Emma geb. Wittenberg in Berlin geboren. Er besuchte das Köllnische Gymnasium und studierte nach dem Abitur 1908 Klassische Archäologie, Philologie und Alte Geschichte an den Universitäten zu Göttingen, München, Bonn und Berlin. Unter seinen akademischen Lehrern beeinflussten ihn besonders der Berliner Althistoriker Eduard Meyer und der Göttinger Archäologe Ernst Pfuhl. Durch seine Anregung wandte sich Müller besonders der Archäologie zu. 1914 wurde er in Berlin bei Georg Loeschcke mit der Dissertation Der Polos, die griechische Götterkrone promoviert.
Im Ersten Weltkrieg diente Müller als Infanterist in Polen. Nach Kriegsende fand er 1919 eine Stellung als Assistent am Berliner Archäologischen Seminar. 1921 wechselte er als Assistent an das Deutsche Archäologische Institut in Rom. 1923 kehrte er als Privatdozent nach Berlin zurück und wurde 1929 zum außerordentlichen Professor ernannt. Zusätzlich vertrat er im Wintersemester 1929/1930 den Lehrstuhl von Bernhard Schweitzer an der Universität Königsberg. 1931 nahm er einen Ruf an das Bryn Mawr College als Associate Professor of Classical Archaeology an und zog in die USA, wo er bis zu seinem Tod 1945 lehrte und forschte.
Valentin Müller war einer der ersten Archäologen, die sowohl in der Klassischen Archäologie als auch in der Vorderasiatischen Archäologie hervortraten. In seinen Schriften behandelte er die Beziehungen zwischen der Kunst des Alten Orients und der Mittelmeerländer. Den Schwerpunkt seiner Arbeit bildete die altertümliche Architektur und Plastik. In seinem Werk Frühe Plastik in Griechenland und Vorderasien (Augsburg 1929) beschäftigte er sich mit der Typenbildung der Bildwerke von der Jungsteinzeit bis zur Archaischen Epoche und lieferte wichtige Erkenntnisse für die Chronologie.